# Epsilogaster williami
Epsilogaster williami är en stekelart som beskrevs av Figueroa, Lopez och Valerio 2004. Epsilogaster williami ingår i släktet Epsilogaster och familjen bracksteklar. Inga underarter finns listade i Catalogue of Life.